# Sanmarinska nogometna reprezentacija
Nogometna reprezentacija San Marina je nogometna reprezentacija San Marina. U svojoj su povijesti pobijedili tri utakmice i to sve  protiv nogometne reprezentacije Lihtenštajna. Prvu pobjedu u službenom natjecanju koje organizira UEFA ostvarili su protiv Lihtenštajna 5. rujna 2024. godine. Najveća pobjeda reprezentacije je protiv nogometne reprezentacije Lihtenštajna rezultatom 1:3. Najveći poraz reprezentacije je protiv nogometne reprezentacije Njemačke 13:0.
Domaće utakmice igraju na Stadio Olimpico u San Marinu.

## Uspjesi

### Svjetska prvenstva
- 1930. do 1990. – nisu nastupali
- 1990. do 2022. – nisu se kvalificirali

### Europska prvenstva
- 1960. do 1988. – nisu nastupali
- 1992. do 2024. – nisu se kvalificirali

## Poznati igrači
- Manuel Marani

## Vanjske poveznice
- San Marino na stranici UEFA (engl.)